# Grönländische Fußballmeisterschaft 2008
Die Grönländische Fußballmeisterschaft 2008 war die 46. Spielzeit der Grönländischen Fußballmeisterschaft.
Meister wurde zum sechsten Mal B-67 Nuuk.

## Teilnehmer
Von folgenden Mannschaften ist die Teilnahme bekannt:
- Eqaluk-56 Ikerasak
- FC Malamuk Uummannaq
- N-48 Ilulissat
- Kugsak-45 Qasigiannguit
- S-68 Sisimiut
- SAK Sisimiut
- Kâgssagssuk Maniitsoq
- B-67 Nuuk
- NÛK
- K-33 Qaqortoq
- Eĸaluk-54 Tasiusaq

## Modus
In diesem Jahr ist eine Gruppe der Qualifikationsrunde und die Schlussrunde überliefert. Diese wurde wie üblich in zwei Vierergruppen ausgetragen, wonach eine K.-o.-Phase folgte.

## Ergebnisse

### Qualifikationsrunde
Mittelgrönland
| Pl. | Verein                | Sp. | S | U | N | Tore    | Punkte |
| --- | --------------------- | --- | - | - | - | ------- | ------ |
| 1.  | SAK Sisimiut          | 4   | 3 | 1 | 0 | 018:700 | 10     |
| 2.  | B-67 Nuuk             | 4   | 2 | 1 | 1 | 011:500 | 07     |
| 3.  | Kâgssagssuk Maniitsoq | 4   | 2 | 0 | 2 | 006:120 | 06     |
| 4.  | NÛK                   | 4   | 1 | 2 | 1 | 009:900 | 05     |
| 5.  | S-68 Sisimiut         | 4   | 0 | 0 | 4 | 004:150 | 0      |

| Datum     |                       | Ergebnis |                       |
| --------- | --------------------- | -------- | --------------------- |
| Juli 2008 | B-67 Nuuk             | 5:0      | Kâgssagssuk Maniitsoq |
| Juli 2008 | SAK Sisimiut          | 8:2      | S-68 Sisimiut         |
| Juli 2008 | NÛK                   | 2:2      | B-67 Nuuk             |
| Juli 2008 | Kâgssagssuk Maniitsoq | 2:5      | SAK Sisimiut          |
| Juli 2008 | S-68 Sisimiut         | 0:1      | Kâgssagssuk Maniitsoq |
| Juli 2008 | NÛK                   | 2:2      | SAK Sisimiut          |
| Juli 2008 | B-67 Nuuk             | 3:0      | S-68 Sisimiut         |
| Juli 2008 | Kâgssagssuk Maniitsoq | 3:2      | NÛK                   |
| Juli 2008 | NÛK                   | 3:2      | S-68 Sisimiut         |
| Juli 2008 | SAK Sisimiut          | 3:1      | B-67 Nuuk             |

### Schlussrunde

#### Vorrunde
Die Spiele fanden in Qaqortoq statt.
Gruppe A
| Pl. | Verein                  | Sp. | S | U | N | Tore    | Punkte |
| --- | ----------------------- | --- | - | - | - | ------- | ------ |
| 1.  | N-48 Ilulissat          | 3   | 3 | 0 | 0 | 010:500 | 09     |
| 2.  | FC Malamuk Uummannaq    | 3   | 1 | 1 | 1 | 001:200 | 04     |
| 3.  | SAK Sisimiut            | 3   | 1 | 0 | 2 | 005:700 | 03     |
| 4.  | Kugsak-45 Qasigiannguit | 3   | 0 | 1 | 2 | 003:500 | 01     |

| Datum         |                         | Ergebnis |                         |
| ------------- | ----------------------- | -------- | ----------------------- |
| 21. Aug. 2008 | SAK Sisimiut            | 3:5      | N-48 Ilulissat          |
| 21. Aug. 2008 | Kugsak-45 Qasigiannguit | 0:0      | FC Malamuk Uummannaq    |
| 22. Aug. 2008 | SAK Sisimiut            | 2:1      | Kugsak-45 Qasigiannguit |
| 22. Aug. 2008 | N-48 Ilulissat          | 2:0      | FC Malamuk Uummannaq    |
| 23. Aug. 2008 | SAK Sisimiut            | 0:1      | FC Malamuk Uummannaq    |
| 23. Aug. 2008 | N-48 Ilulissat          | 3:2      | Kugsak-45 Qasigiannguit |

Gruppe B
| Pl. | Verein             | Sp. | S | U | N | Tore    | Punkte |
| --- | ------------------ | --- | - | - | - | ------- | ------ |
| 1.  | B-67 Nuuk          | 3   | 2 | 1 | 0 | 005:300 | 07     |
| 2.  | K-33 Qaqortoq      | 3   | 1 | 2 | 0 | 008:700 | 05     |
| 3.  | Eqaluk-56 Ikerasak | 3   | 1 | 1 | 1 | 008:600 | 04     |
| 4.  | Eĸaluk-54 Tasiusaq | 3   | 0 | 0 | 3 | 005:100 | 0      |

| Datum         |                    | Ergebnis |                    |
| ------------- | ------------------ | -------- | ------------------ |
| 21. Aug. 2008 | B-67 Nuuk          | 2:2      | K-33 Qaqortoq      |
| 21. Aug. 2008 | Eĸaluk-54 Tasiusaq | 2:5      | Eqaluk-56 Ikerasak |
| 22. Aug. 2008 | K-33 Qaqortoq      | 4:3      | Eĸaluk-54 Tasiusaq |
| 22. Aug. 2008 | B-67 Nuuk          | 2:1      | Eqaluk-56 Ikerasak |
| 23. Aug. 2008 | K-33 Qaqortoq      | 2:2      | Eqaluk-56 Ikerasak |
| 23. Aug. 2008 | Eĸaluk-54 Tasiusaq | 0:1      | B-67 Nuuk          |

#### Platzierungsspiele
Halbfinale
| Datum           |                | Ergebnis |                      | Ort      |
| --------------- | -------------- | -------- | -------------------- | -------- |
| 24. August 2008 | N-48 Ilulissat | 2:3      | K-33 Qaqortoq        | Qaqortoq |
| 24. August 2008 | B-67 Nuuk      | 2:0      | FC Malamuk Uummannaq | Qaqortoq |

Spiel um Platz 7
| Datum           |                         | Ergebnis |                    | Ort      |
| --------------- | ----------------------- | -------- | ------------------ | -------- |
| 24. August 2008 | Kugsak-45 Qasigiannguit | 3:1      | Eĸaluk-54 Tasiusaq | Qaqortoq |

Spiel um Platz 5
| Datum           |              | Ergebnis |                    | Ort      |
| --------------- | ------------ | -------- | ------------------ | -------- |
| 24. August 2008 | SAK Sisimiut | 1:3      | Eqaluk-56 Ikerasak | Qaqortoq |

Spiel um Platz 3
| Datum           |                | Ergebnis |                      | Ort      |
| --------------- | -------------- | -------- | -------------------- | -------- |
| 25. August 2008 | N-48 Ilulissat | 6:1      | FC Malamuk Uummannaq | Qaqortoq |

Finale
| Datum           |           | Ergebnis |               | Ort      |
| --------------- | --------- | -------- | ------------- | -------- |
| 25. August 2008 | B-67 Nuuk | 1:0      | K-33 Qaqortoq | Qaqortoq |